# XREAL
XREAL（エックスリアル）は、中国・北京市に本社を置く、拡張現実（AR）端末の開発・販売を行うスタートアップ企業。旧社名はNreal（エンリアル）で、2017年に設立された。日本法人は「日本Xreal株式会社」として東京都港区に拠点を置く。

## 概要
2017年に中国・北京にて、元Magic Leapのエンジニアであったチー・シュー（徐馳、Chi Xu）らによって設立された。創業から2023年までは「Nreal」という名称で活動していたが、2023年5月にブランド名を「XREAL」に変更し、同時に日本法人の社名も「日本Nreal株式会社」から「日本Xreal株式会社」へと改称された。 
2019年以降、拡張現実（AR）技術を応用したメガネ型端末を販売しており、2024年時点でARカテゴリでは世界市場シェアトップ。
製品はスマートフォンなどとの外部接続が前提となっていることから、AR機能は限定的であり、サングラス型ディスプレイとしての特徴が大きい。XREALは、今後Googleが展開するAndroid XRとの連携による空間コンピューティング方面の展開も示唆している。

## 歴史
- 2017年：中国・北京にて「Nreal」として設立。
- 2019年1月：「CES 2019」にて初の製品「Nreal Light」を発表。
- 2019年12月：「Nreal Light」を日本市場で発売開始（KDDIと共同開発）[8]。
- 2021年9月：「Nreal Air」を発表[9]。
- 2023年5月：社名およびブランド名を「XREAL」に変更し、日本法人も「日本Xreal株式会社」へと改称[1]。
- 2023年6月：ARグラス接続用端末「XREAL Beam」を発表[10]。
- 2024年12月：「XREAL One」を発表。

## 製品

### ARグラス
- Nreal Light
- Nreal Air / XREAL Air
- XREAL Air 2
- XREAL Air 2 Pro
- XREAL Air 2 Ultra
- XREAL One
- XREAL One Pro（日本未発売）

### その他
- XREAL Beam
- XREAL Beam Pro
- Nebula OS